# Romildo Magalhães
Romildo Magalhães (Feijó, 9 aprile 1946 – Rio Branco, 14 luglio 2024) è stato un politico brasiliano.

## Biografia
Fu governatore dell'Acre nel biennio 1990-1991, subentrando a Edmundo Pinto, morto assassinato. In precedenza fu sindaco della città di Feijó dal 1978 al 1982; lo fu nuovamente dal 1997 al 2000. Magalhães venne successivamente incarcerato per reati di corruzione.
Romildo Magalhães morì all'età di 78 anni il 14 luglio 2024 a Rio Branco dopo essere stato ricoverato in ospedale a causa di complicazioni del diabete.